# 쓰와노성

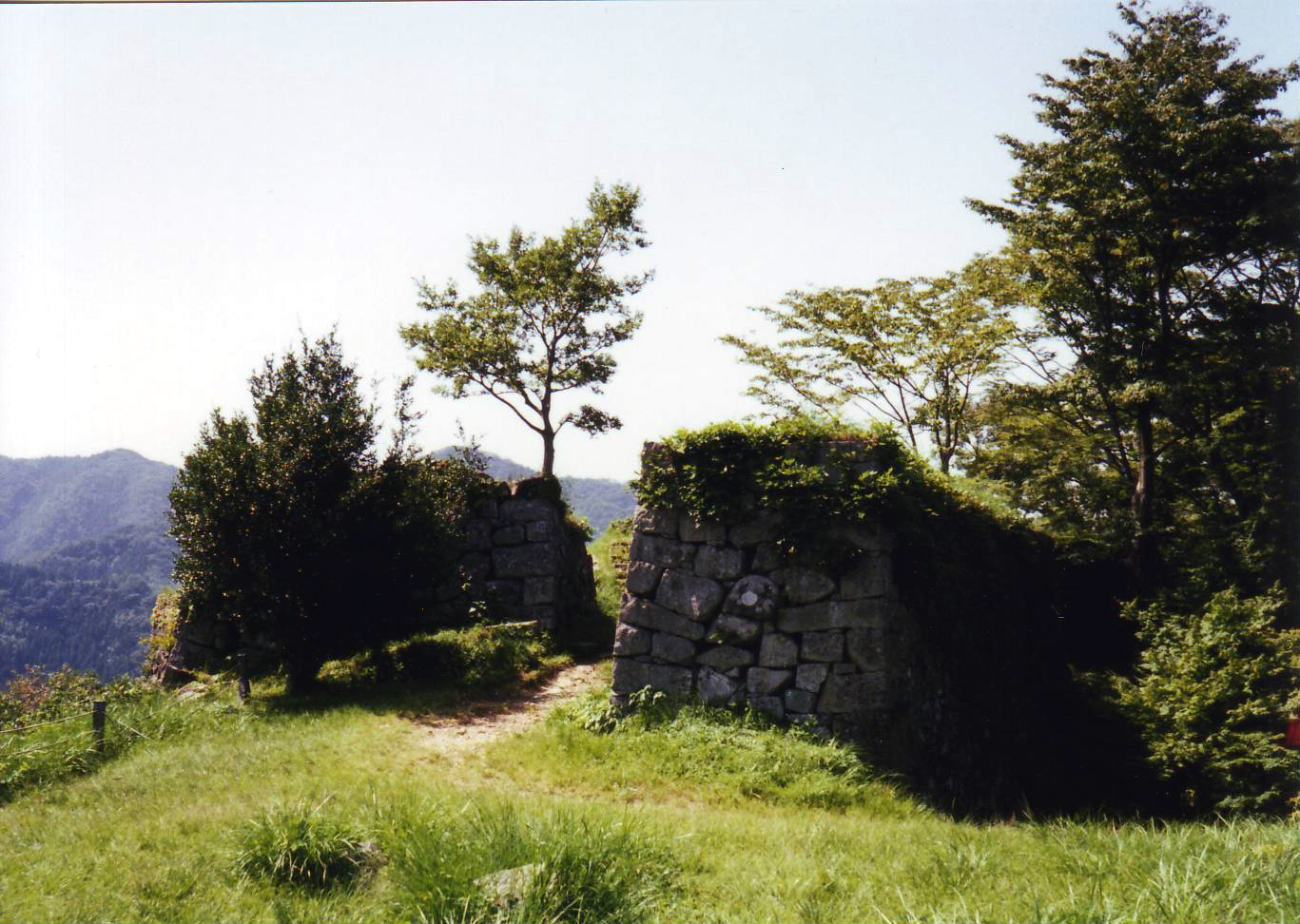
쓰와노 성의 석벽

쓰와노성(일본어: 津和野城, つわのじょう)은 시마네현 가노아시군 쓰와노정에 있었던 성이다. 1942년 국가 사적으로 지정되었다.

## 개요
쓰와노 성은 쓰와노 분지 남서부를 가로지르는 높이 367m의 산 정상에 있는 연곽식 산성이다. 에도 시대에는 쓰와노 번 가메이 가문의 거성이었지만, 번청은 산기슭에 조성하였다.

## 역사
가마쿠라 시대
몽고 군이 내습한 다음해인 고안 5년(1283년) 연안 방어를 위해 요시미 요리유키는 이 지역의 지토로 부임해 왔다. 에이닌 3년(1295년) 산본마쓰 성의 축성을 개시하여 쇼추 원년(1324년) 완성하였다. 이후, 14대에 걸쳐 요시미 가문의 거성으로 삼았다.
센고쿠 시대 ~ 에도 시대
센고쿠 시대 전반 요시미 가문은 서국 대다이묘 오우치 가문에 종속했지만, 덴분 20년(1551년) 오우치 가문의 당주 오우치 요시타카가 중신 스에 다카후사(후의 스에 하루카타)의 모반으로 죽자, 덴분 23년(1553년) 오우치 요시타카와 매제관계인 요시미 마사요리가 이에 반발하여 거병하였다. 덴분 24년(1554년) 스에 하루카타의 대군을 100일간의 농성전끝에 격퇴하였다. 이 때, 모리 군의 원군의 도움도 있었다. 그 후, 모리 가문에 종속하였다. 게이초 5년(1600년) 세키가하라 전투에서 14대 당주 요시미 히로나가는 모리 본군이 주둔한 오사카성을 지켰다. 그러나, 모리 데루모토를 총대장으로 하는 서군이 패배하였고, 모리 가문은 나가토, 스오 2개국에 감봉되었다. 모리 가문의 가신 가문인 요시미 가문도 쓰와노에서 퇴거해 모리 가문이 있는 하기로 이주하였다.
대신 동군에 속했던 사카자키 나오모리가 3만석에 입봉되어 입성하였다. 그리고, 성을 대대적으로 개축하였다. 성의 정문도 이때 옮겨졌으며 주변 성곽을 더 축조하였다. 니노마루에는 천수각이 세워졌다. 겐나 2년(1616년) 센히메 사건에 연관되어 나오모리는 자결 또는 가신에 살해되었다고 한다. 그리고, 영지는 몰수되었다.
겐나 3년(1617년) 이나바 국 시카노 번에서 가메이 마사노리가 4만 3천석으로 입성했다. 이후, 메이지 유신까지 가메이 가문 11대의 거성이 되었다.
조쿄 3년(1686년) 낙뢰로 성에 화재가 발생하여 천수 등이 소실되었다. 이후 천수는 재건되지 않았다.
메이지 시대 이후
- 1871년(메이지 4년) 폐번치현에 따라 폐성되었고, 다음해 성은 해체되었다.
- 1942년(쇼와 17년) 10월 14일 국가 사적으로 지정되었다.
- 1971년(쇼와 46년) 산 정상에 리프트가 설치되었다.
- 1972년(쇼와 47년) 사적에 다시금 추가 지정되었다.
- 2006년(헤세 18년) 4월 6일 일본 100명성에 선정되었다.

## 남아있는 구조물
현재 산상에는 석벽만이 남아있다. 또, 산상의 성터까지 설치된 리프트로 등반할 수 있다. 산기슭의 쓰와노 시가지에는 망루 2동이 현존해 있다.